# Can Ràfols (Cervelló)
|  | No s'ha de confondre amb Can Ràfols (El Masnou). |

Can Ràfols és una obra del municipi de Cervelló (Baix Llobregat) inclosa en l'Inventari del Patrimoni Arquitectònic de Catalunya.

## Descripció
Es tracta d'una masia, de planta rectangular, que es troba a tocar del límit municipal amb Torrelles del Llobregat. Està formada per tres cossos, disposats un al costat de l'altre, formats per planta baixa i pis i estan coberts a dues aigües. El cos originari és el més gran i compacte. El cos central té una terrassa coberta. El cos de l'extrem té tres grans arcades d'arc de mig punt, que estan parcialment cobertes, amb la inscripció 1789. la resta d'obertures són allandades.
La propietat actualment es privada 